# Екатеринбургский троллейбус
Екатеринбургский троллейбус — система троллейбусного транспорта города Екатеринбурга, действующая с 17 октября 1943 года. В настоящее время в городе действует 15 маршрутов, а протяжённость троллейбусных линий составляет 168 км.
Существует возможность отслеживать местонахождение троллейбусов на сайтах online.ettu.ru/map/trolls/, edu-ekb.ru/gmap/, мобильное приложение mobile.ettu.ru, а также через другие сервисы.
1 декабря 2022 года маршруты № 7, 8, 10, 12, 15 и 17 были перенумерованы в № 37, 38, 30, 32, 35 и 29 соответственно.
1 августа 2023 года маршруты № 1, 3, 4, 6, 9, 11, 14 и 20 были перенумерованы в № 31, 26, 34, 36, 39, 27, 28 и 25 соответственно. Маршрут № 34 был продлен до остановки «Городская больница №7», маршрут № 39 был укорочен до остановки «Декабристов», маршрут № 5 отменен.

## Подвижной состав

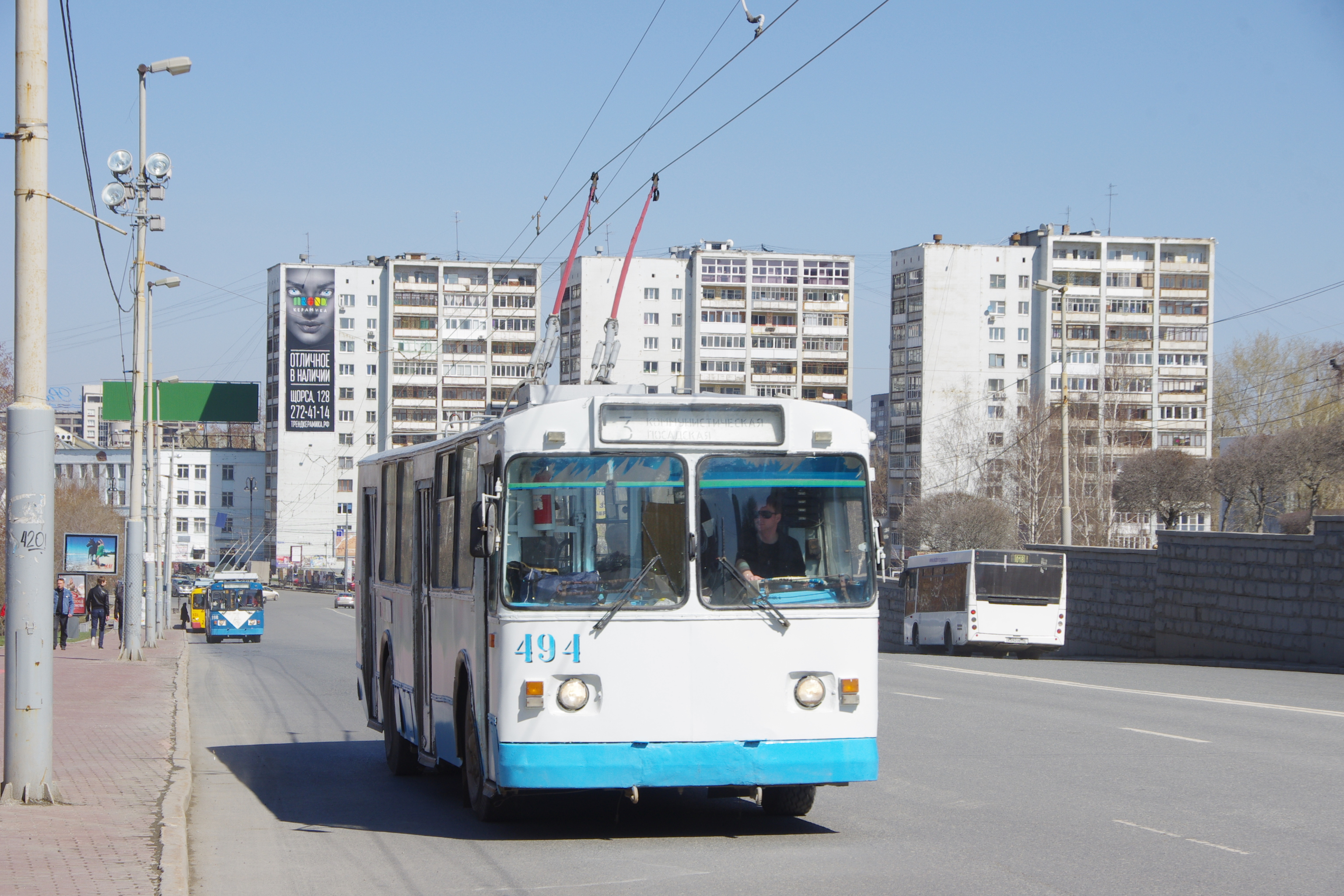
Троллейбус ЗиУ-682В-012 [В0А

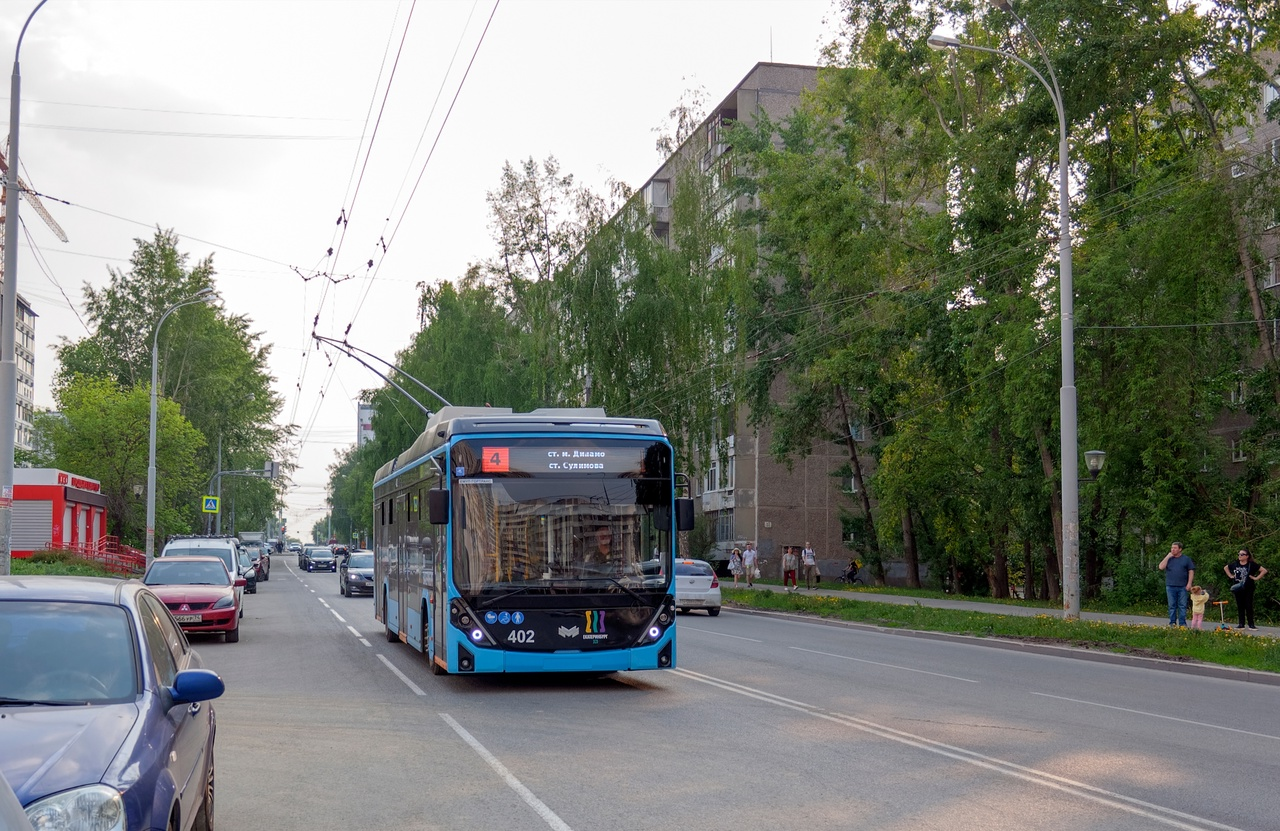
Троллейбус БКМ-32100D «Ольгерд»

42,2% действующего подвижного состава - различные модификации ЗИУ-682 (1985-2008 годов выпуска). 
14 апреля 2023 поступили первые шесть новых троллейбусов БКМ-32100D «Ольгерд», на линии работают с 15 мая. К 13 июля, к 300-летию Екатеринбург на маршруте 1 и 4 курсируют 7 машин этой модели низкопольных троллейбусов, с увеличенным автономным ходом, к 28 ноября поступили 34 из запланированных 49 машин, 20 из них работают на маршрутах 28 (бывший 14), 31 (1), 34 (4), 37 (7). 
27 ноября 2024 года парки пополнили первые два троллейбуса модели Синара-6254.00, которые были закуплены в рамках транспортной реформы города Екатеринбурга. Вся партия из 50 единиц подвижного состава полностью поступила до 13 февраля 2025 года. 
На начало августа 2025 года в Екатеринбурге эксплуатируется 217 троллейбуса:
| Модель                    | Количество | Период эксплуатации |
| ------------------------- | ---------- | ------------------- |
| ЗИУ-682                   | 82         | С 1976              |
| БКМ-32100D «Ольгерд»      | 50         | С 2023              |
| ВМЗ-5298                  | 13         | С 2008              |
| БТЗ-5276-01               | 5          | С 2001              |
| БТЗ-5201                  | 3          | С 2001              |
| БТЗ-5276-04               | 1          | С 2003              |
| МТрЗ-6223                 | 5          | С 2012              |
| Тролза-5275.07 «Оптима»   | 5          | С 2010              |
| Синара-6254.00            | 51         | С 2023              |
| ВМЗ-5298.01-50 «Авангард» | 1          | С 2023              |
| ПКТС-6281.00 «Адмирал»    | 1          | С 2025              |

Общее количество троллейбусов в парках — 217.
Выведены из эксплуатации:
- ЗиУ-5
- ЗиУ-6205 [620500]
- ЗиУ-682Б
- ЗиУ-682Г (СЗТМ)
- ЗиУ-683Б [Б00]
- ЗиУ-683В01
- КТГ-1
- МТБ-10
- МТБ-82
- МТБ-82Д
- МТБ-82М
- ТролЗа-5265.00 «Мегаполис» (проходил испытания)
- ЯТБ-4
- УТТЗ-6241.01 «Горожанин» (проходил испытания)
- Volgabus-5270T «Пересвет» (проходил испытания)

По количеству машин Екатеринбург занимает 4 место в России после Санкт-Петербурга, Новосибирска, Чебоксар.

## История маршрутов

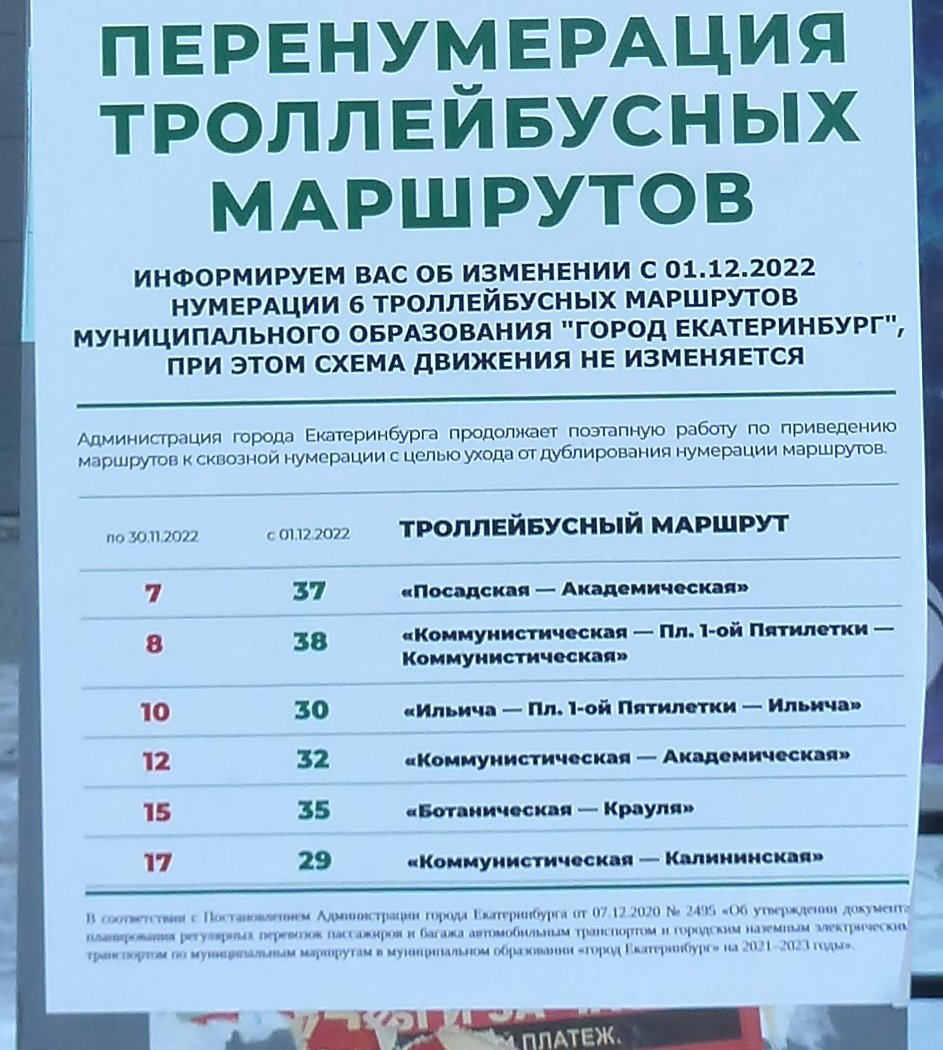
Официальное объявление о переименовании с 1 декабря 2022 года нескольких маршрутов екатеринбургского троллейбуса

### Действующие

#### 25 маршрут
До 1 августа 2023 года — маршрут № 20
Открыт 1 декабря 2003 года на линии «Ботаническая — Академическая». Обслуживается Октябрьским троллейбусным депо.

#### 26 маршрут
До 1 августа 2023 года — маршрут № 3
С 1953 года на линии «Стадион — Вокзал» работают МТБ-82. С 1961 года года на 3 маршруте появились первые ЗиУ-5, которые быстро составили основу его подвижного состава. 1 мая 1963 года на демонстрацию приехали «тройки» с табличками «№ 3 Центральный стадион — УЗТМ» — открыта линия на Уралмаш. В 1966 года линия продлена до Посадской («УЗТМ — Посадская»). В 1983-86 ходил по Первомайской — Толмачёва из-за реконструкции улицы Карла Либкнехта. Уже с середины 1970-х по маршруту в основном ходили ЗиУ-9Б. ЗиУ-5 (только белые с голубоватым оттенком) во 2-й половине 1970-х встречались крайне редко и уже к 1979 были списаны. С 15 августа 1998 года стал ходить до ул. Коммунистической. С ноября 2017 троллейбусы стали ходить по маршруту «Крауля — Коммунистическая».После запуска разворотного кольца у ост. Калининская в 2020 г. малая часть рейсов стала следовать сокращённым маршрутом Коммунистическая — Калининская. Обслуживается Орджоникидзевским троллейбусным депо.

#### 27 маршрут
До 1 августа 2023 года — маршрут № 11
Маршрут 11 открыт 22 февраля 1979 года. Сначала ходил от ул. Онуфриева до Уктуса, на обратном пути доходил по Белинского до Фрунзе, далее шёл по кольцу «Фрунзе — Чапаева — Декабристов — Белинского» по часовой стрелке, возвращался до Щорса и только потом поворачивал в Юго-Западный район. В конце весны или летом 1979 года) его перенаправили на улицу Ленина (Ленина — Онуфриева). Причём на участке от Фрунзе до Декабристов 11 маршрут уже тогда (в отличие от других) ходил в центр по Белинского, а обратно — по Чапаева. Движение по маршруту в 1979 году открывали новые для того времени троллейбусы ЗиУ-9В, причём исключительно белые с бордовой «юбкой» без подоконной полосы. Они ходили по нему все 1980-е годы. ЗиУ-9 других вариантов окраски на маршрут если и ставили, то в порядке исключения, а ЗиУ-5 на нём никогда не было. С 1986 продлён до кинотеатра «Космос», но в 1997 его вновь сократили до Ленина. Летом 1991 года временно многие троллейбусы 1, 6 и 11 маршрутов ходили от Онуфриева на Химмаш. В 1993 году на 11 появился сочленённый ЗиУ-10, который был в дальнейшем снят с маршрута. В 2002 открылось небольшое кольцо троллейбуса у гостиницы «Свердловск» — сюда переведён 11-й маршрут. 1 августа 2023 года был продлён до остановки «железнодорожный вокзал». Обслуживается Октябрьским троллейбусным депо

#### 28 маршрут
До 1 августа 2023 года — маршрут № 14
14 маршрут был открыт в 1984 году как укороченный вариант 11-го: «Декабристов — Онуфриева», с той лишь разницей, что до Декабристов 14-й маршрут ходил по Чапаева, а обратно — по Белинского, а 11 — наоборот. По 14 маршруту, как и по 11-му в 1980-е годы ходили исключительно белые троллейбусы с бордовой «юбкой». В таком виде просуществовал до конца 1994 года, в связи с открытием новой линии по Амундсена в УНЦ был перенаправлен туда до УНЦ, тогда же на маршруте появились несколько новых троллейбусов. В 2003 году в связи с вводом одностороннего движения по Чапаева и Белинского стал ходить по кольцу «Белинского — Декабристов — Чапаева — Фрунзе» против часовой стрелки (до этого ходил по часовой стрелке). Кольцо УНЦ в 2010-х годах переименовано в «Академгородок». 1 августа 2023 года вместо конечной «Декабристов» перенаправлен до конечной «ЦПКиО», а от конечной «Академгородок» стал ходить по проспекту Академика Сахарова, улицам Вильгельма Де Геннина, Краснолесья и Амундсена. Такая схема движения стала возможна в связи с прибытием в город новых троллейбусов с возможностью автономного хода, которыми маршрут был полностью укомплектован. Обслуживается Октябрьским троллейбусным депо

#### 29 маршрут
До 1 декабря 2022 года — маршрут № 17
В 1989-90 обслуживался Октябрьским депо и ходил по линии «Посадская — Шинный завод». Затем 17 маршрут «Крауля — пл. 1-й Пятилетки» открыт в 1995 году, в связи со вводом в эксплуатацию линии по Крауля. На маршруте появились новые для того времени троллейбусы ВМЗ. С ноября 2017 маршрут от «Площади 1-й пятилетки» до «Центральной гостиницы». С 1 августа 2020 года маршрут от остановки «Коммунистическая» до остановочного пункта «Калининская». Обслуживается Орджоникидзевским троллейбусным депо.

#### 30 маршрут
До 1 декабря 2022 года — маршрут № 10
7 ноября 1977 года пуск второй внутренней троллейбусной линии в соцгороде Уралмаш — маршрут № 10, протяжённостью 3,8 км. С февраля 1993 года по 2008 год на маршруте курсировали сочленённые ЗиУ-10. Обслуживается Орджоникидзевским троллейбусным депо.

#### 31 маршрут
До 1 августа 2023 года — маршрут № 1
С началом Великой Отечественной войны в августе 1941 года был эвакуирован киевский завод «Большевик». Осенью 1942 года, Государственный комитет обороны принял решение о строительстве в Свердловске первой троллейбусной линии к заводу. В условиях жёсткой нужды (жителям улиц, в основном Щербакова, было предписано возле своего дома вырыть двухметровую яму под будущий столб), была выстроена троллейбусная линия протяжённостью 9,8 километра. Среди первых строителей были: начальник строительства, специалист и организатор Т. Алиев, начальник службы энергохозяйства Б. Зубрицкий, начальник службы движения Н. Белоносов, первый директор троллейбусной службы А. Фёдоров, начальник СТТУ М. Кирильцев. Линия была открыта 17 октября 1943 года, от ул. Фрунзе по улицам Белинского и Щербакова до Нижне-Исетска. Из 25 подержанных вагонов ЯТБ-4 из Куйбышева были сделаны 6, график — с 6 утра до 1 часу ночи. С 1948 года появились первые МТБ-82 Тушинского машиностроительного завода. С 1950 года был продлён до вокзала. С 1952 года на участке от Декабристов до ул. Фрунзе ходил некоторое время по улице Чапаева, пока ремонтировали мост через Исеть по ул. Белинского. На неделе 16-22 февраля 1953 года линия продлена от Нижне-Исетска до Химмаша. С 1961 года появились первые ЗиУ-5 из Энгельса. МТБ-82 ходили до марта 1970 года, когда их перевели на 6 маршрут, а вскоре списали. Троллейбусы ЗиУ-5 были широко распространены на 1 маршруте до 1982 года. В 1976 году линия продлена по улице Инженерной до химмашевского парка. С 1973 года ходили и ЗиУ-9. С 1978 года в направлении Химмаша троллейбусы стали ходить по улице Розы Люксембург. В 1983-86 ходил по ул. Первомайской и ул. Толмачёва из-за реконструкции улицы Карла Либкнехта. С августа 2003 года в направлении Химмаша стал ходить по улице Чапаева. Обслуживается Октябрьским троллейбусным депо

#### 32 маршрут
До 1 декабря 2022 года — маршрут № 12
Открыт 1 января 1980 года «Коммунистическая — Вокзал — Академическая», направлено 18 машин, интервал 6,5 мин. В 1983-86 ходил по улицам Первомайской — Толмачёва из-за реконструкции улицы Карла Либкнехта. С февраля 1993 года по 2008 год на маршруте работают сочленённые ЗиУ-10. 13 августа 1998 года переведён на новую линию по улице Сулимова. Сейчас на маршруте есть новые ЗИУ с электронными маршрутными указателями. В часы пик рейсы могут быть сокращены до ост. «Метро Уралмаш» из-за дорожных заторов в центральной части города. Обслуживается Орджоникидзевским троллейбусным депо.

#### 33 маршрут
Открыт 1 августа 2021 года, он объединил маршруты № 13 и 16, маршрут следования от станции Коммунистическая до станции Педагогический университет. Обслуживается Орджоникидзевским троллейбусным депо.

#### 34 маршрут
До 1 августа 2023 года — маршрут № 4
2 августа 1958 года построено новое троллейбусное кольцо на Уктусе, организован маршрут № 4 «Уктус — ул. Ленина». Движение открывали МТБ-82. На 4 маршруте троллейбусы этого типа встречались дольше, чем на других — до 1970 года. В 1960-е появились ЗиУ-5. Они были широко распространены на маршруте в 1970-е годы (в основном белые с голубоватым оттенком), а также встречались в начале 1980-х. В 1978 году в направлении Уктуса троллейбусы стали ходить по улице Розы Люксембург. С 1986 года продлён до кинотеатра «Космос». С 1993 года на маршруте появились первые сочленённые троллейбусы ЗиУ-10. 6 декабря 1996 года переведён на линию в Ботанический, 15 октября 1997 года линия продлена ещё на 2 остановки, с 1997 года кольцо у «Космоса» стало называться «метро Динамо». К открытию Храма на Крови в июле 2003 года маршрут был закрыт. 5 декабря 2007 года открылся новый маршрут с номером 4 вместе со вводом в эксплуатацию новой троллейбусной линии от метро «Динамо» к ТЮЗу, далее по улице Шевченко, через новый мост над улицей Восточной и Транссибом, по улице Советской до кольца на улице Сулимова. По этой новой «четвёрке» («метро „Динамо“ — Сулимова») пошли новые троллейбусы ЗиУ с электронными маршрутными указателями, позже появились вологодские ВМЗ. С 1 августа 2023 года продлён до остановки «Городская больница №7» по улицам Сулимова, Данилы Зверева, Вилонова с заездом на «Авангард» за счет новых троллейбусов с удлиненным автономным ходом. Фактически маршрут был продлён с 1 декабря 2023 года из за задержки поставок новых троллейбусов. Обслуживается Орджоникидзевским троллейбусным депо.

#### 35 маршрут
До 1 декабря 2022 года — маршрут № 15
Появился в 1986 году на трассе «Репина — Уктус», но в таком виде просуществовал недолго. В 1989-93 ходил по маршруту «Ленина — Химмаш», являясь укороченным вариантом 1-го, но потом закрылся. Нынешний 15 маршрут появился в 2003 году на трассе «гостиница „Свердловск“ — Ботаническая». С 6 августа 2019 маршрут «Ботаническая — Крауля». Обслуживается Октябрьским троллейбусным депо

#### 36 маршрут
До 1 августа 2023 года — маршрут № 6
В 1966 организован маршрут № 6 «Химмаш — ул. Репина» (было кольцо и у техникума связи). К 1969 году стал ходить до Посадской («Посадская — Химмаш»). 27 марта 1970 года, когда открылась линия по улице Малышева от Центральной гостиницы на Комсомольскую, стал ходить «Комсомольская — Химмаш», по пути заезжая на Карла Либкнехта до проспекта Ленина, там разворачивалась и шла на Химмаш. Движение по маршруту открывали МТБ-82 и ЗиУ-5. МТБ-82 на 6 маршруте работали до 1970 года и успели поездить по нему на Комсомольскую (при открытии этой линии все МТБ-82 1-го маршрута перевели на 6-й). В 1970-е годы на маршруте были широко распространены троллейбусы ЗиУ-5 (было много сине-белых, а в 1976-77 был и по крайней мере один желтоватый), которые ходили до 1982 года. Где-то в 1976-77, как и 7-й был временно укорочен до угла улиц Мира и Первомайской. В 1976 года линия продлена по улице Инженерной до химмашевского парка. С 1973 года ходили ЗиУ-5 и ЗиУ-9. С 1978 года в направлении Химмаша троллейбусы стали ходить по улице Розы Люксембург. С 1982 года ходят уже только ЗиУ-9. Примерно в середине 1980-х троллейбусы этого маршрута по пути из Втузгородка перестали заходить на Карла Либкнехта и с Малышева у Центральной гостиницы стали сразу сворачивать на Розы Люксембург. С 1993 года до 2008 года ходили сочленённые ЗиУ-10. С августа 2003 года в направлении Химмаша стал ходить по улице Чапаева. В 2008 году появился вологодский ВМЗ, а в 2009 году новые ЗиУ с электронными маршрутными указателями. Обслуживается Октябрьским троллейбусным депо

#### 37 маршрут
До 1 декабря 2022 года — маршрут № 7
В 1970 году пущена новая троллейбусная линия во Втузгородок и маршрут № 7 «Посадская — ул. Комсомольская». В 1976—77 годах, как и 6-й был временно укорочен до угла улиц Мира и Первомайской. Долгое время (до 1 марта 2024) никаких изменений на нем не было. «Семёрка» была последним маршрутом, на котором в 1970-е годы часто встречались троллейбусы ЗиУ-5 (в основном белые с голубоватым оттенком, но попадались и сине-белые). Именно они в 1970 году и открывали по ней движение. В 1970-е, как и на других маршрутах появились ЗиУ-9. ЗиУ-5 ходили на маршруте до 1982 года. С 1994 года до 2008 года работали сочленённые ЗиУ-10. Летом 2007 года появились новые троллейбусы ЗиУ с электронными маршрутными указателями, а в 2008 году вологодские ВМЗ. В 2019 году маршрут был передан на обслуживание из Октябрьского депо в Орджоникидзевское. С начала 2024 года на маршруте стали появляться новые троллейбусы с удлиненным автономным ходом и к началу марта они полностью вытеснили с него старые машины. В связи с этим 1 марта 2024 года троллейбусы этого маршрута стали ходить по Мира через Педагогическую до фабрики «Уралобувь» . Обслуживается Орджоникидзевским троллейбусным депо.

#### 38 маршрут
До 1 декабря 2022 года — маршрут № 8
К 40-летию УЗТМ 15 июня 1973 года открыта линия внутри района Уралмаш — маршрут № 8. В 1989 году она была немного изменена — вместо улиц 40-летия Октября — Коммунистической она была проложена по улицам Восстания — Ломоносова. С февраля 1993 года добавились сочленённые ЗиУ-10, которые ходили до 2008 года. На настоящее время маршрут обслуживают троллейбусы новых моделей. Обслуживается Орджоникидзевским троллейбусным депо.

#### 39 маршрут
До 1 августа 2023 года — маршрут № 9
В 1974 году состоялся пуск троллейбусной линии по улице Самолётной до Табачной фабрики. В 1975 году маршрут был «Вокзал — Шинный завод». С 1978 года в направлении Шинного завода троллейбусы стали ходить по улице Розы Люксембург. В 1970-е по маршруту в основном ходили ЗиУ-9. В начале 1980-х на него иногда ставили сине-белые ЗиУ-5 . В 1983—1986 ходил по улицам Первомайской — Толмачёва из-за реконструкции улицы Карла Либкнехта. С августа 2003 года в направлении Шинного завода стал ходить по улице Чапаева. Сохранился до наших дней с небольшими изменениями трассы. Были временные изменения трассы в связи с ремонтом. Так, летом 1991 года, когда ремонтировали улицу Белинского между Фрунзе и Щорса, троллейбусы этого маршрута ходили «Онуфриева — Шинный завод». А в 1995 году от Щорса до Саввы Белых ходил, как и 1, 2, 4 и 6 по Щорса — Машинной. С 1 августа 2023 года сокращен до остановки Белинского. Обслуживается Октябрьским троллейбусным депо

### Закрытые

#### 2 маршрут
С 3 ноября 1945 года машины ЯТБ-4 пошли по маршруту «Фрунзе — ул. Ленина». 5 января 1947 года продлен до вокзала. С 1948 года появились первые МТБ-82 Тушинского машиностроительного завода. 15 января 1949 года Свердловское Трамвайно-троллейбусное Управление получило пять новых троллейбусов МТБ-82 — голубые с белым, которые выпустили на «двойку». В 1950 году 2 маршрут был закрыт (на вокзал вместо него продлили 1), а 1 мая 1953 года появился новый маршрут «Фрунзе — Чапаева — Стадион». С 1961 года на маршруте появились первые ЗиУ-5, которые быстро составили основу его подвижного состава. В 1959 году пошел до ЦПКиО (кольцо на Фрунзе перестало действовать), а в 1966 году — до ул. Посадской. Осенью 1967 года появились первые белые ЗиУ-5 (с голубоватым оттенком), а несколько раньше — бело-зелёные (последние работали до середины 1970-х). Уже в начале 1970-х появился ещё один вариант окраски ЗиУ-5 — желтоватые с коричневым. В 1978 года в направлении Химмаша троллейбусы стали ходить по улице Розы Люксембург. В 1970-е годы на 2 маршруте были широко распространены троллейбусы ЗиУ-5. Именно по 2-му маршруту в 1982 году ходил последний в городе желтоватый ЗиУ-5, до того же года ходили и сине-белые. В первой половине 1990-х вместо ЦПКиО маршрут стал ходить до Самолётной, 6 декабря 1996 года его продлили в Уктус, а 15 октября 1997 года стал ходить вместо Уктуса до Ботанического. С октября 2002 года — закрыт.

#### 5 маршрут
В 1964 построена линия по проспекту Космонавтов от кинотеатра «Заря» до Веера, ввели маршрут № 5 «Веер — Центральный Стадион». Движение по маршруту открывали ЗиУ-5. В 1966 году курсировал «Веер — Фрунзе» (по улице Чапаева). В 1969 году в начале года ходил до Посадской («Веер — Посадская»), но к концу года его перенаправили в ЦПКиО («Веер — ЦПКиО»). В 1975 году продлён по улице Бакинских Комиссаров до Коммунистической («Коммунистическая-ЦПКиО»). Уже с середины 1970-х по маршруту в основном ходили ЗиУ-9Б. ЗиУ-5 (только белые с голубоватым оттенком) во 2-й половине 1970-х встречались крайне редко и уже к 1979 году были списаны. С 1978 года в направлении ЦПКиО троллейбусы стали ходить по улице Розы Люксембург. В 1983-86 ходил по улицам Первомайской — Толмачёва из-за реконструкции улицы Карла Либкнехта. 15 августа 1998 временно закрыт, но в конце года 5-й маршрут стал ходить «ЦПКиО — Вокзал», а с 1999 года — снова от Коммунистической. 5-й маршрут в течение последних нескольких лет с 8 до 10 часов по будням следовал до Ботанической, летом 2009 эти спецрейсы отменены. Закрыт 1 августа 2023 года.

#### 13 маршрут
Появился в 1983 году как укороченный вариант 5-го и 12-го: «Коммунистическая — Завод им. Калинина». Ходил главным образом в часы-пик. Просуществовал до начала 1990-х. В 1998 году с открытием новой троллейбусной линии «Уралмаш — Эльмаш» по ул. Фрезеровщиков троллейбусы поехали по маршруту «Коммунистическая — Таганская». На маршруте также работал один ЗиУ-10. В 2018—2020 г. маршрут неоднократно закрывался в связи с реконструкцией улицы Фрезеровщиков, после чего маршрут утратил пассажиропоток в пользу дублирующих автобусных маршрутов.
1 августа 2021 года, объединён с № 16 под номером 33.

#### 16 маршрут
Открыт в 1987 году с вводом в эксплуатацию линии на Эльмаше по маршруту «Пединститут — Таганская». Закрыт 1 августа 2021 года, объединён с № 13 под номером 33.

#### 18 и 19 маршрут
Введены в 1998 году, когда открыли линию по улицам Сулимова и Комсомольской. Сначала эти маршруты имели номера А и Б (А ходил по кольцу «ТЮЗ — Центральная гостиница — Академическая — Вокзал — ТЮЗ» против часовой стрелки, а Б — по часовой стрелке. К весне 1999 года маршруты были перенумерованы в 18-й и 19-й соответственно. Со 2 июня 2019 оба маршрута закрывались на время ремонта моста между улицами Смазчиков и Челюскинцев, однако после его окончания утратили пассажиропоток и были закрыты.

## Действующие маршруты
| Действующие маршруты |                                                             | |                                   |
| №                    | Конечные пункты                                             | Маршрут следования | Примечание                        |
| 25                   | Ботаническая — Академическая                                | Академическая улица (обратно: Студенческая улица — Первомайская улица) — улица Мира — улица Малышева — улица Розы Люксембург — улица Декабристов — улица Чапаева — улица Фрунзе (обратно следует по улице Белинского до улицы Малышева) — улица Белинского — улица Крестинского — Родонитовая улица                                  | Только по рабочим дням в часы пик |
| 26                   | Коммунистическая - Крауля                                   | Улица Коммунистическая — улица Бакинских Комиссаров — проспект Космонавтов — улица Челюскинцев — улица Якова Свердлова — улица Карла Либкнехта — улица Малышева — улица Репина — улица Крауля |                                   |
| 27                   | Начдива Онуфриева — Ж/Д вокзал                              | улица Челюскинцев - улица Свердлова - улица Розы Люксембург - улица Декабристов — улица Чапаева — улица Фрунзе (обратно следует по улице Белинского до улицы Карла Либкнехта) — улица Белинского — улица Щорса — улица Амундсена — улица Академика Бардина — улица Чкалова                                                           |                                   |
| 28                   | УНЦ — ЦПКиО им. В.В. Маяковского                            | Улица Амундсена — проспект Академика Сахарова — улица В. де Геннина — улица Краснолесья улица Щорса — ЦПКиО |                                   |
| 29                   | Коммунистическая — Калининская                              | Коммунистическая улица — улица Ломоносова — улица Восстания — улица 40-летия Октября — проспект Орджоникидзе — площадь 1-й Пятилетки- улица Машиностроителей— проспект Космонавтов | Только по рабочим дням в часы пик |
| 30                   | Ильича — площадь 1-й Пятилетки — Ильича                     | Улица Восстания — улица Ильича — площадь 1-й Пятилетки — проспект Орджоникидзе — улица 40-летия Октября — улица Восстания | Кольцевой маршрут                 |
| 31                   | Химмаш — Ж/д вокзал                                         | Улица Челюскинцев — улица Якова Свердлова — улица Карла Либкнехта — улица Розы Люксембург — улица Декабристов — улица Чапаева — улица Фрунзе (обратно следует по улице Белинского до улицы Карла Либкнехта) — улица Белинского — улица Щербакова — улица Пархоменко — улица Грибоедова — Инженерная улица                            |                                   |
| 32                   | Коммунистическая — Академическая                            | Коммунистическая улица — улица Бакинских Комиссаров — проспект Космонавтов — улица Смазчиков — улица Сулимова — улица Данилы Зверева — Комсомольская улица — Академическая улица — улица Мира — Первомайская улица — Студенческая улица — Академическая улица (обратно: Комсомольская улица                                          |                                   |
| 33                   | Коммунистическая — Педагогический университет               | Коммунистическая — Восстания — Ильича — Фрезеровщиков — Таганская — Краснофлотцев — Фронтовых бригад— Педагогический университет |                                   |
| 34                   | Метро «Динамо» — Городская больница №7                      | Красный переулок — улица Николая Никонова — улица Шевченко — улица Советская — улица Сулимова — улица Данилы Зверева — Волховская улица (только к ГКБ №7) — улица Данилы Зверева – улица Вилонова — Городская больница №7 |                                   |
| 35                   | Крауля — Ботаническая                                       | улица Крауля — улица Репина — улица Малышева — улица Розы Люксембург — улица Декабристов — улица Чапаева — улица Фрунзе (обратно следует по улице Белинского до улицы Карла Либкнехта) — улица Белинского — улица Крестинского — Родонитовая улица                                                                                   |                                   |
| 36                   | Химмаш — Академическая                                      | Академическая улица (обратно: Первомайская улица — Студенческая улица) — улица Мира — улица Малышева — улица Розы Люксембург — улица Декабристов — улица Чапаева — улица Фрунзе (обратно следует по улице Белинского до улицы Малышева)— улица Белинского — улица Щербакова — улица Пархоменко — улица Грибоедова — Инженерная улица |                                   |
| 37                   | Посадская — Уралобувь                                       | Посадская улица — улица Репина — улица Малышева — улица Мира — Уралобувь |                                   |
| 38                   | Коммунистическая — площадь 1-й Пятилетки — Коммунистическая | Коммунистическая улица — улица Ломоносова — улица Восстания — улица 40-летия Октября — проспект Орджоникидзе — площадь 1-й Пятилетки — улица Машиностроителей — улица 40-летия Октября — улица Восстания — улица Ломоносова — Коммунистическая улица                                                                                 | Кольцевой маршрут                 |
| 39                   | Белинского — Табачная фабрика                               | Улица Декабристов — улица Чапаева — улица Фрунзе (обратно следует по улице Белинского до улицы Декабристов)— улица Белинского — улица Щербакова — Самолётная улица |                                   |

## Перевозка пассажиров
В таблице представлено количество пассажиров перевезённых за год в миллионах человек.
| Год          | 1995  | 2000  | 2005 | 2006 | 2007 | 2008 | 2009 | 2010 | 2011 | 2012 | 2013 | 2014 | 2015 | 2016 | 2017 | 2018 | 2022 |
| Екатеринбург | 136,8 | 141,5 | 95,5 | 84,3 | 78,4 | 75,5 | 46,2 | 40,8 | 40,5 | 38,6 | 34,1 | 33,2 | 32,4 | 30,6 | 29,6 | 28,9 | 25,1 |